# Hoch-Ybrig

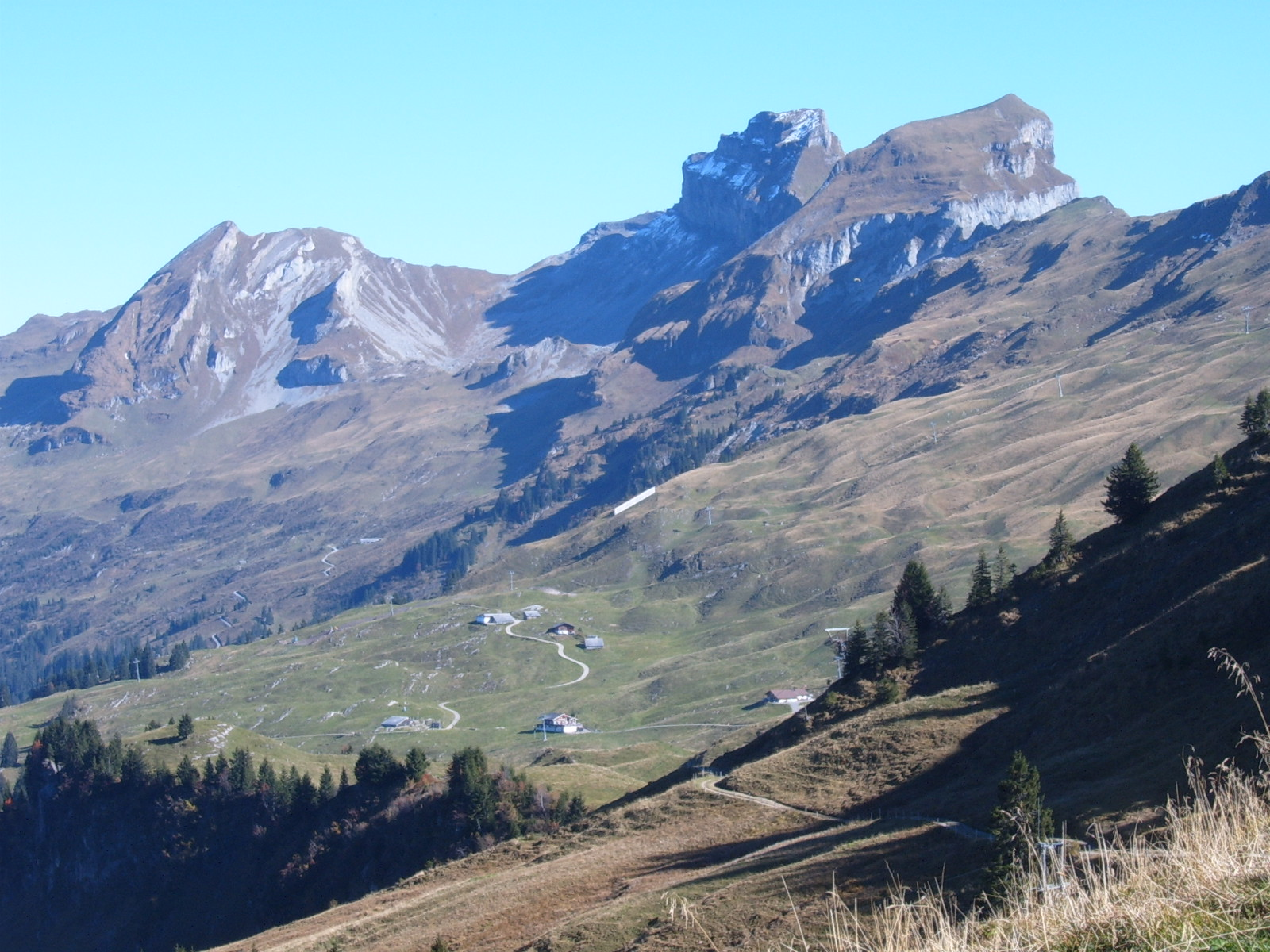
Twäriberg, Drusberg und Forstberg, gesehen vom Spirstock

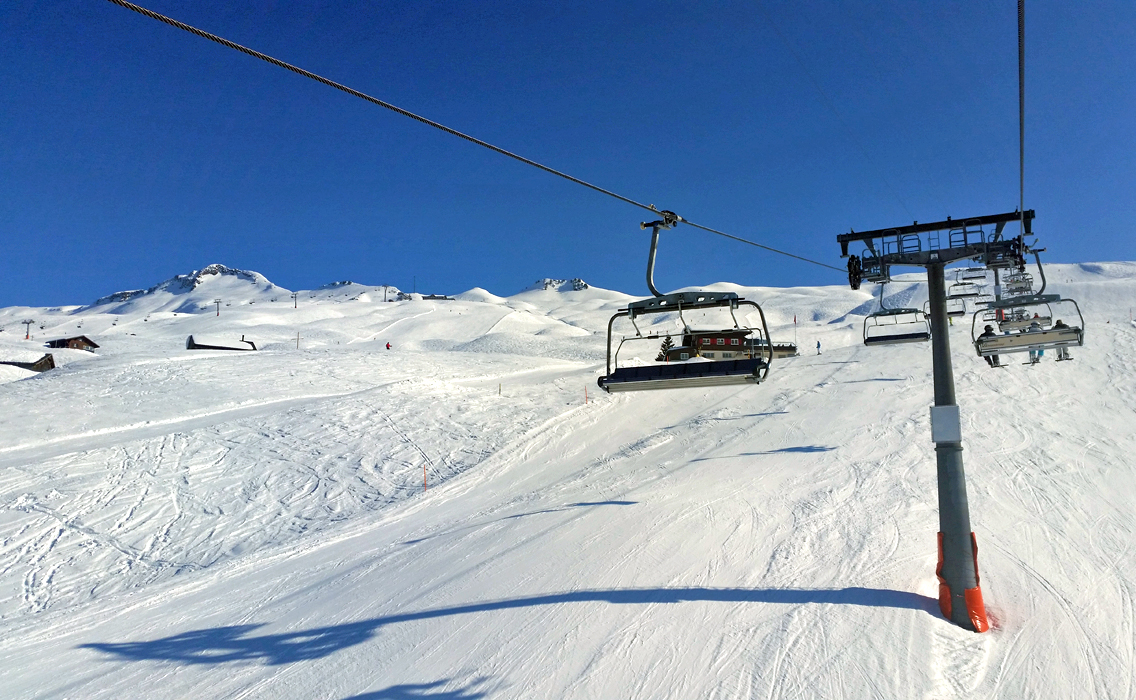
Die Sesselbahn Hesisbol, März 2015. Links im Hintergrund die Sesselbahn Sternen.

Das Hoch-Ybrig ist ein Wander- und Wintersportgebiet im Kanton Schwyz in der Schweiz (Gemeinden Unteriberg, Oberiberg). Ybrig ist die lokale Dialektform für Iberg (Schweizerdeutsch; «de Ybrig»).
Das Hoch-Ybrig wird überragt von den Berggipfeln Drusberg (2282 m ü. M.), Forstberg und Twäriberg. Diese Bergkette bildet einen Grenzkamm gegen das Muotatal und das Glarnerland.
Das Skigebiet ist über drei präparierte Pisten der sogenannten „Ski-Safari“, die zu den Skiliften am Ibergeregg sowie der Seilbahn Illgau-St. Karl/Oberberg mit dem Skigebiet Mythenregion verbunden, wodurch das alpine Skifahren bis Brunni SZ möglich ist.

## Bahnen
Die 1969 erbaute Luftseilbahn Weglosen–Seebli wurde 1970 eingeweiht. Sie führte bis März 2025 von Weglosen (1035 m ü. M.) im Tal der Waag, das von Unteriberg her per Auto erreicht werden kann, nach Seebli (1460 m ü. M.), das am Fusse des Roggenstocks liegt. Von Seebli aus führen Sesselbahnen weiter zu den Bergstationen Spirstock (1771 m ü. M.) und Sternen (1856 m).
Die Luftseilbahn wird seit Mai 2024 durch eine 3S-Zubringerbahn mit 18 Gondeln ersetzt, die voraussichtlich im Herbst 2025 ihren Betrieb aufnehmen wird.

## Kultur
Von 2001 bis 2011 fand in Hoch-Ybrig jeweils im Juni das Open Air Hoch-Ybrig statt.